# Calunnia (divinità)

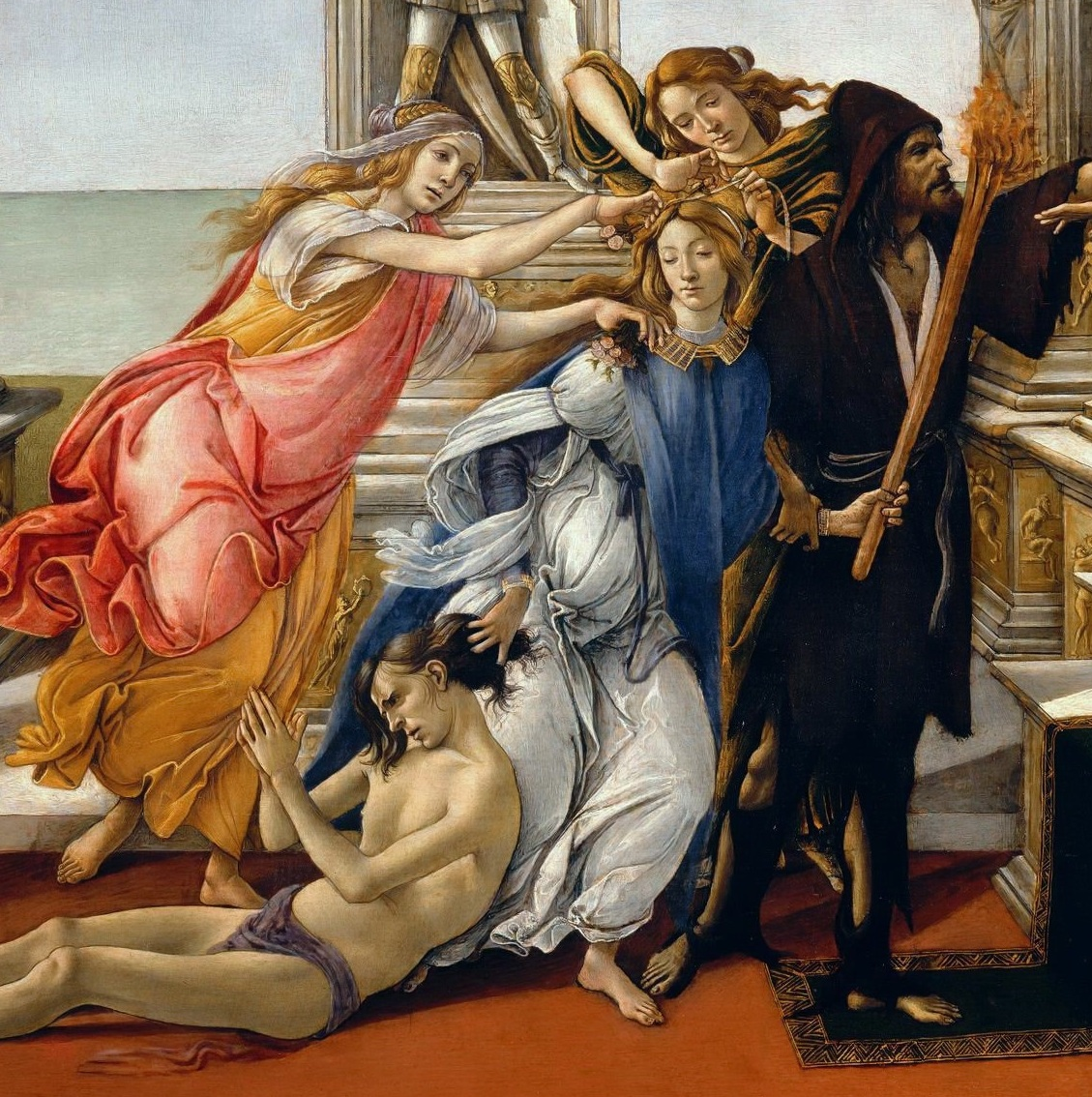
La Calunnia, rappresentata da Botticelli.

Calunnia era una divinità minore del pantheon greco e romano. 
Considerata una divinità maleﬁca, era onorata dagli Ateniesi sotto il nome di Diabolé (Διαβολὴ), da cui è derivato il nome di "Diavolo" dato al Demonio, padre della menzogna e della calunnia. I Greci le innalzarono altari e offrivano dei sacriﬁci affinché non facesse loro alcun male.
Per rappresentare la calunnia, il pittore Apelle, dipinse una donna molto bella e ben vestita, con sembiante fiero e adirato; con la sinistra teneva una fiaccola accesa e con la destra trascinava per i capelli un giovane, l'Innocenza, avanzando verso un re con delle orecchie lunghissime che stava seduto le tendeva la mano, con a fianco due figure che gli sussurravano nelle orecchie: il Sospetto e l'Ignoranza. 
Sulla base della descrizione di Luciano di Samosata della tavola di Apelle, Raffaello ha dipinto il quadro della Calunnia. La stessa descrizione ispirò Sandro Botticelli per la sua Calunnia.